# Carlos de Cárdenas Plá
Carlos de Cárdenas Plá (ur. 7 lipca 1932 w Hawanie, zm. 6 maja 1990 w Nassau) – kubański żeglarz sportowy sportowy. Srebrny medalista olimpijski z Londynu.
Brał udział w trzech igrzyskach (IO 48, IO 52, IO 60). W 1948 zajął drugie miejsce w klasie Star, miał wówczas 16 lat. Partnerował mu ojciec o tym samym imieniu. W 1954 i 1955 zostawał mistrzem świata w Starze. Olimpijczykiem był również jego brat Jorge.